# قلعه گه
قلعه گه مربوط به اواخر دوره ساسانیان - سده‌های اولیه دوران‌های تاریخی پس از اسلام است و در شهرستان دالاهو، بخش مرکزی، دهستان بان زرده، ۳۳۰ متری شرق روستای بان مزاران واقع شده و این اثر در تاریخ ۷ خرداد ۱۳۸۷ با شمارهٔ ثبت ۲۲۸۰۳ به‌عنوان یکی از آثار ملی ایران به ثبت رسیده است.